# 小川巧記
小川巧記（おがわ たくのり、1954年 - 2012年8月15日）は、日本のコンセプト・ディレクター。2005年日本国際博覧会（愛・地球博）の市民参加事業プロデューサーや開国博Y150の総合プロデューサーなどを務めた。

## 人物・経歴
東京都目黒区生まれ。東海大学教養学部芸術学科産業芸術専攻卒業。
キリスト教福音派の牧師。1987年にイベント企画会社ビッグバン・ハウス株式会社を設立。1999年、国際高齢者年の自発的な市民イベントとして早稲田エイジングメッセをプロデュース。2005年の愛・地球博において国際博覧会史上初の取組みである市民参加プロジェクトの助言・指導を行う市民参加プロデューサーに就任。
2009年の開国博Y150では総合プロデューサーを務めたが、この地方博覧会は有料入場者数が計画の1/4以下、約25億円の赤字という結果で終わり訴訟などの問題が起きた。
2012年8月15日、神奈川県横浜市緑区長津田の国道246号で乗用車にはねられる交通事故に遭い、搬送先の病院で58歳で亡くなった。

## 共著
- 『地球大交流 愛･地球博つながりのプラットフォームへの挑戦』東急エージェンシー、2006年